# Joga Bonito
Joga Bonito (portugalsko Igraj lepo) je nogometno usmerjena spletna organizacija, ki sta jo ustanovila Nike in Google na osnovi Googlovega Orkuta. Komercialne televizijske reklame te organizacije se vrtijo na straneh nikefootball.com, joga.com in iGooglu, pojavljajo pa se tudi na televiziji. 
Kot glavni govorec organizacije v oglasih nastopa Eric Cantona. Joga TV je prikazana kot podzemna televizijska hiša, ki vskoči v prenose ostalih televizijskih hiš. 
Gibanje Joga Bonito in njegovi oglasi Joga TV se sicer zavzemajo za odstranitev nepoštenega in nešportnega vedenja iz nogometa, s čimer promovirajo športno in domiselno igro kot tudi poštenje in moštvenega duha in prikazujejo resnično in lepo stran nogometa preko gesla »Igraj iz srca!«.